# Weißes Loch
Ein Weißes Loch ist ein hypothetisches astronomisches Objekt, das sich als das Gegenteil eines Schwarzen Lochs darstellt. Es stößt Masse aus, und es ist unmöglich, den Ereignishorizont von außen nach innen zu durchqueren, da dazu eine höhere als die Lichtgeschwindigkeit nötig wäre. Unabhängig voneinander untersuchten Igor Nowikow und Juval Ne’eman diese Theorie 1965 erstmals genauer.

## Eigenschaften
Äquivalent zu den hypothetischen Tachyonen ergeben sich Weiße Löcher, plakativ auch kosmische Geysire genannt, als mögliche mathematische Lösungen für die Gleichungen der allgemeinen Relativitätstheorie. Die Äquivalenz zu den Tachyonen bezieht sich ausschließlich darauf, dass sowohl Tachyonen als auch weiße Löcher theoretisch möglich sind, aber nie nachgewiesen wurden. Die Tatsache allein, dass es diese mathematische Lösungsmöglichkeit für die Gleichungen gibt, bedeutet jedoch nicht, dass Weiße Löcher auch real existieren. Eine wichtige Gemeinsamkeit mit Schwarzen Löchern ist die sogenannte Singularität im Zentrum. Eine Singularität beschreibt einen Ort, an dem der Betrag einer physikalischen Größe gegen unendlich divergiert.

## Theorien
Die mögliche Existenz Weißer Löcher ist mit einigen Annahmen und Folgerungen verbunden. Eine Überlegung ist die, dass es sich bei diesen Lösungen der einsteinschen Feldgleichungen um entgegengesetzt zur Zeitachse ablaufende Schwarze Löcher handelt. Eine weitere Vorstellung besagt, dass ein Schwarzes Loch und ein Weißes Loch zusammen ein Wurmloch bilden können. Demnach würde Materie, die in ein Schwarzes Loch fällt, in einem anderen Universum oder vielleicht sogar in einem anderen Teil dieses Universums – räumlich und/oder zeitlich, auch in der Vergangenheit – aus einem Weißen Loch wieder ausgestoßen werden. Auch der Urknall könnte als Weißes Loch oder als Folge seiner Existenz angesehen werden.

## Praktische Ergebnisse
Weiße Löcher wurden bislang nicht nachgewiesen. Zwar wurden vor Jahrzehnten noch Objekte wie Quasare damit in Verbindung gebracht, doch konnte nachgewiesen werden, dass es sich dabei eher um Schwarze Löcher handelt, in die Materie aus ihrer Umgebung fällt. Heute sind Weiße Löcher vor allem zur Überprüfung neuer Gleichungen und Theorien sehr beliebt, da sie eine Extremsituation darstellen.